# Еддівілл (Іллінойс)
Еддівілл (англ. Eddyville) — селище (англ. village) в США, в окрузі Поуп штату Іллінойс. Населення — 99 осіб (2020).

## Географія
Еддівілл розташований за координатами 37°30′1″ пн. ш. 88°35′6″ зх. д. / 37.50028° пн. ш. 88.58500° зх. д. (37.500191, -88.585059).  За даними Бюро перепису населення США в 2010 році селище мало площу 0,76 км², з яких 0,76 км² — суходіл та 0,00 км² — водойми.

## Демографія
Згідно з переписом 2010 року, у селищі мешкала 101 особа в 50 домогосподарствах у складі 30 родин. Густота населення становила 133 особи/км².  Було 69 помешкань (91/км²).
Расовий склад населення:
| - 95,0 % — білих |

До двох чи більше рас належало 5,0 %. Частка іспаномовних становила 0,0 % від усіх жителів.
За віковим діапазоном населення розподілялося таким чином: 19,8 % — особи молодші 18 років, 57,4 % — особи у віці 18—64 років, 22,8 % — особи у віці 65 років та старші. Медіана віку мешканця становила 50,5 року. На 100 осіб жіночої статі у селищі припадало 90,6 чоловіків;  на 100 жінок у віці від 18 років та старших — 76,1 чоловіків також старших 18 років.
За межею бідності перебувало 39,7 % осіб, у тому числі 68,8 % дітей у віці до 18 років та 8,3 % осіб у віці 65 років та старших.
Цивільне працевлаштоване населення становило 13 особи. Основні галузі зайнятості: мистецтво, розваги та відпочинок — 38,5 %, будівництво — 23,1 %, виробництво — 15,4 %, освіта, охорона здоров'я та соціальна допомога — 7,7 %.